# سازمان همکاری اقتصادی دریای سیاه
سازمان همکاری اقتصادی دریای سیاه (BSEC) یک سازمان بین‌المللی منطقه ای در حوزه اقتصادی می‌باشد که هدف آن تقویت همکاری، صلح، ثبات و رفاه در منطقه دریای سیاه است. این سازمان در تاریخ ۲۵ ژوئن ۱۹۹۲، باحضور تورگوت اوزال، رئیس‌جمهور ترکیه و رهبران ده کشور عضو در استانبول شکل گرفت.
با پیوستن صربستان در آوریل سال ۲۰۰۴، مونته‌نگرو نیز عضو این سازمان شد. و کشورهای عضو این سازمان به ۱۲ کشور افزایش یافت.
از مهم‌ترین اقداماتی که این سازمان به آن تمرکز دارد توسعه کسب و کارهای کوچک و متوسط و کارآفرینی در کشورهای عضو است. در این خصوص یک سری کارگاه‌های آموزشی با همکاری بنیاد Konrad Adenauer و ERENET ایجاد شده‌اند.

## اعضا

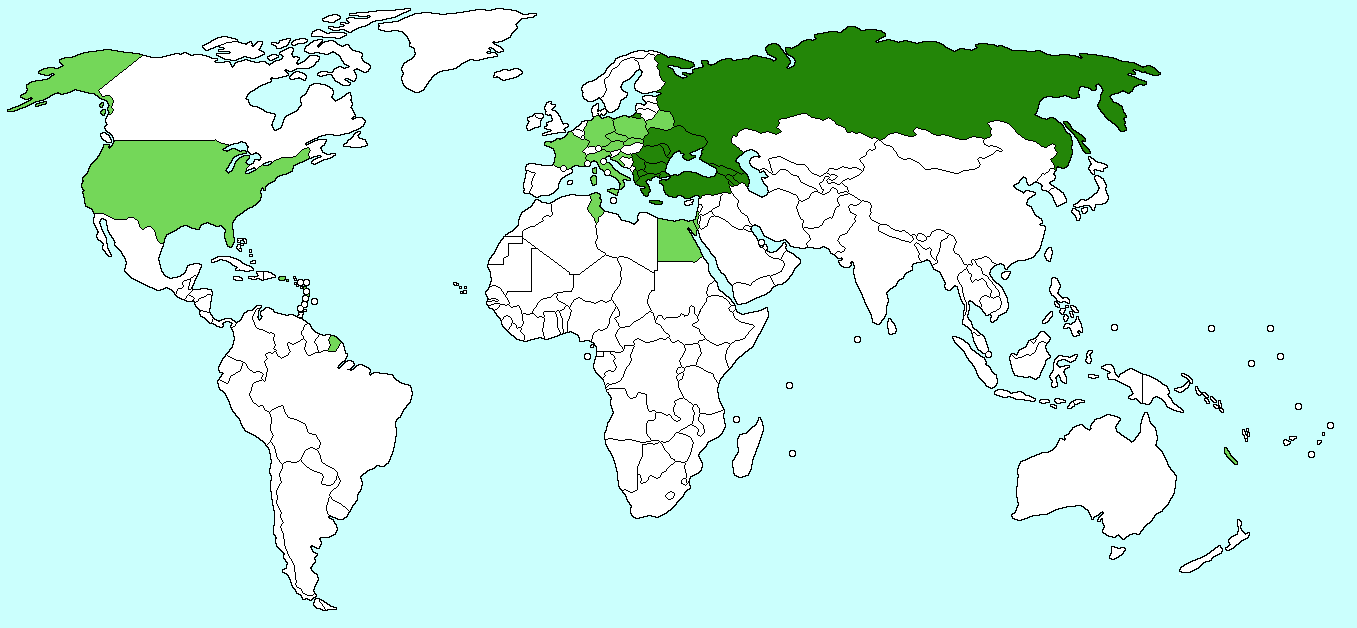

اعضای بنیانگذار:
| نشان | پرچم                            | نام              | مساحت (کم2) | جمعیت       | تراکم جمعیت (بر کم2) | پایتخت  | نام(ها) در زبان (های) رسمی |
| ---- | ------------------------------- | ---------------- | ----------- | ----------- | -------------------- | ------- | -------------------------- |
|      | آلبانی                          | آلبانی           | ۲۸٬۷۴۸      | ۲٬۸۷۶٬۵۹۱   | ۹۸٫۵                 | تیرانا  | Shqipëria                  |
|      | ارمنستان                        | ارمنستان         | ۲۹٬۷۴۳      | ۳٬۰۰۰٬۷۵۶   | ۱۰۱٫۵                | ایروان  | Հայաստան (Hayastan)        |
|      | جمهوری آذربایجان                | جمهوری آذربایجان | ۸۶٬۶۰۰      | ۹٬۹۱۱٬۶۴۶   | ۱۱۳                  | باکو    | Azǝrbaycan                 |
|      | بلغارستان                       | بلغارستان        | ۱۱۰٬۹۱۰     | ۷٬۱۰۱٬۸۵۹   | ۶۴٫۹                 | صوفیه   | България (Bǎlgariya)       |
|      | الگو:Country data GEO (country) | گرجستان          | ۶۹٬۷۰۰      | ۳٬۷۱۸٬۲۰۰   | ۵۳٫۵                 | تفلیس   | საქართველო (Sakartvelo)    |
|      | یونان                           | یونان            | ۱۳۱٬۹۵۷     | ۱۰٬۷۶۸٬۴۷۷  | ۸۲                   | آتن     | Ελλάδα (Elláda)            |
|      | مولدووا                         | مولداوی          | ۳۳٬۸۴۶      | ۳٬۴۳۴٬۵۴۷   | ۱۰۱٫۵                | کیشیناو | Moldova                    |
|      | رومانی                          | رومانی           | ۲۳۸٬۳۹۷     | ۱۹٬۶۳۸٬۰۰۰  | ۸۴٫۴                 | بخارست  | România                    |
|      | روسیه                           | روسیه            | ۱۷٬۰۹۸٬۲۴۶  | ۱۴۴٬۵۲۶٬۶۳۶ | ۸٫۴                  | مسکو    | Россия (Rossiya)           |
|      | ترکیه                           | ترکیه            | ۷۸۳٬۳۵۶     | 83,614,362  | ۱۰۶٫۷                | آنکارا  | Türkiye                    |
|      | اوکراین                         | اوکراین          | ۶۰۳٬۶۲۸     | ۴۲٬۴۱۸٬۲۳۵  | ۷۳٫۸                 | کی‌یف    | Україна (Ukraina)          |

کشورهایی که بعداً عضو شدند:
| نشان | پرچم          | نام           | مساحت (کم2) | جمعیت     | تراکم جمعیت (بر کم2) | پایتخت  | نام(ها) در زبان (های) رسمی              |
| ---- | ------------- | ------------- | ----------- | --------- | -------------------- | ------- | --------------------------------------- |
|      | مقدونیه شمالی | مقدونیه شمالی | ۲۴٬۸۵۶      | ۱٬۸۳۶٬۷۱۳ | ۸۳                   | اسکوپیه | Северна Македонија (Severna Makedonija) |
|      | صربستان       | صربستان       | ۸۸٬۳۶۱      | ۸٬۶۶۹٬۵۴۱ | ۹۸٫۱                 | بلگراد  | Србија (Srbija)                         |

کشورهای ناظر:
- اتریش
- بلاروس
- کرواسی
- چک
- مصر
- فرانسه
- آلمان
- مجارستان
- اسرائیل
- ایتالیا
- لهستان
- اسلواکی
- تونس
- ایالات متحده آمریکا

سازمان‌های ناضر:
- International Black Sea Club
- معاهده منشور انرژی Secretariat
- کمیسیون اروپا
- Black Sea Commission

کشورهای شریک گفتگو بخشی:
- ایران
- ژاپن
- کرهٔ جنوبی
- مونته‌نگرو
- اسلوونی

سازمان‌های شریک گفتگو بخشی:

Black Sea Economic Cooperation (zoom)

- Black and Azov Seas Ports Association (BASPA)
- Black Sea International Shipowners Association (BINSA)
- Black Sea Region Association of Shipbuilders and Shiprepairers (BRASS)
- Black Sea Universities Network (BSUN)
- Union of Road Transport Association in the Black Sea Economic Cooperation Region (BSEC-URTA)
- Conference of Peripheral Maritime Regions for Europe (CPMR)
- Danube Commission
- International Network for SMEs (INSME)
- سازمان جهانی گردشگری

سازمان‌های بین‌المللی:
- اتحادیه اقتصادی اوراسیا
- International Commission of TRACECA
- Interparliamentary Assembly on Orthodoxy[۵]
- Parliamentary Assembly of the Mediterranean[۶]
- The Central European Initiative
- سازمان ملل متحد
- برنامه عمران ملل متحد
- United Nations Economic Commission for Europe
- سازمان توسعه صنعتی ملل متحد
- بانک جهانی
- سازمان تجارت جهانی